# シュガー・マイノット
シュガー・マイノット（Sugar Minott、本名：リンコン・バーリントン・マイノット (Lincoln Barrington Minott) 1956年5月25日 - 2010年7月10日）はジャマイカ・キングストン出身の歌手、音楽プロデューサー、サウンドシステム運営者。レゲエのサブジャンルの一種であるダンスホールレゲエの創始者の一人として知られる。

## 来歴

### 初期の活動
マイノットは初めにサウンド・オブ・サイレンス・キーストーン (Sound of Silence Keystone) というサウンドシステムで、後に自身のギャザリング・オブ・ユース (Gathering of Youth) でセレクターとして活動していたが、1969年にトニー・タフ、デリック・ハワードとともにアフリカン・ブラザーズ (The African Brothers) を結成し歌手活動を始める。
アフリカン・ブラザーズは1970年代前半にアビシニアンズなどに先駆けてラスタファリ運動の影響を受けた音楽を制作しており、「マイクロン (Micron)」や彼ら自身の「アイタル (Ital)」といったレーベルから数枚のシングルを発表した。同グループはルーピー・エドワーズの元に「Mysterious Nature」を、コクソン・ドッドのスタジオ・ワンに「No Cup No Broke」を録音した後、解散した。

### ソロデビューから1980年代の活動
マイノットはスタジオ・ワンでバッキング・ボーカル、ギタリスト、パーカッショニストとして働きながら、自身の曲を録音し始めた。
伴奏を含めて新曲を作ることにこだわった他の多くの歌手と異なり、マイノットはアルトン・エリスら、一世代前の歌手のために作られたリディムに合わせて新たなメロディーと歌詞を歌った。それまでにもディージェイが古いリディムを再使用することはあったが、シンガーがこのアプローチを取ったのはマイノットが初めてであり、これをもってマイノットはダンスホールレゲエ歌手の先駆として知られるようになった。
マイノットはこの「リディムの再利用」の手法で「Vanity」（アルトン・エリス「I'm Just a Guy」のリディムを使用）、「Hang On Natty」（ヘプトーンズ「Get In The Groove」のリディムを使用）、「Mr. DC」（テナーズ「Pressure and Slide」のリディムを使用）、「Jah Jah Children」（ローランド・アルフォンソ「Jah Shakey」のリディムを使用）などのヒット作を出した後、1978年にデビューアルバムとなる『Live Loving』を発表した。また、同年には自身のレーベルブラック・ルーツ (Black Roots) を稼動開始。1979年には『Live Loving』に収録されなかった既発シングルを中心としたセカンドアルバム『Showcase』のほか『Bittersweet』と、ルーツレゲエ色の強い『Ghetto-ology』を発表した。1980年にラヴァーズロックへの接近を試みたアルバム『Roots Lovers』やシングル「Hard Time Pressure」がイギリスでヒットを記録したため、マイノットはこの時期イギリスに拠点を移し、翌1981年にかけて「Run Come」、「Not for Sale」、「African Girl」、「Lovers Rock」、「In a Dis Ya Time」、「Africa」、「Make It with You (with Carroll Thompson)」などを続けて発表した。中でもマイケル・ジャクソン「おしゃれな恋　(Good thing going)」のカバーはRCAレコードの配給に乗った事もあり、1981年3月の全英シングルチャートで最高4位を獲得するヒットとなった。イギリスで成功を収めたマイノットは1983年にジャマイカに戻ると、同年の内にチャンネル・ワン、ウィンストン・ホルネスと組んだ『With Lots Of Extra』を、翌1984年には大麻をテーマにした『Herbman Hustling』を発表し、音楽的にもジャマイカ的なダンスホールとルーツレゲエへと回帰した。
ジャマイカに戻ったマイノットはジャー・スティッチ (en:Jah Stitch)、ランキン・ジョー (en:Ranking Joe)、キャプテン・シンバッド (en:Captain Sinbad)、ランキン・ドレッド (en:Ranking Dread) らのディージェイと、メジャー・スティッチ、ラガ・スティーブ、ドリフターらセレクターを呼び、定期的にキングストン市内マックスフィールド公園でユース・プロモーション (Youth Promotion) というサウンドシステムを稼動し始めた。
さらに、インディーズ志向を持っていたマイノットは1978年にはスタジオ・ワンを去り、自分自身のようにゲットー出身の若者を助けるために、自身のレーベル、ブラック・ルーツを設立し、バリー・ブラウン　(Barry Brown)、テナー・ソウ (en:Tenor Saw)、リトル・ジョン(en:Little John)、トニー・タフ (en:Tony Tuff)、バーリントン・リーヴィ(en:Barrington Levy)、ホレス・アンディと、イギリスで出合ったトレヴァー・ハートレイをプロデュースした。
マイノットはルーツ、ダンスホール、ラヴァーズ三種類のスタイルを使い分け、「Herbman Hustling」、「No Vacancy」、「Jamming In The Street」、「Rub A Dub Sound」、「Buy Off The Bar」、「Rydim」、 「Devil's Pickney」といったヒット曲を出し、1980年代の間人気を保った。特にスライ&ロビーのプロデュースで1984年に発表した「Rub a Dub Sound Style」はラガの先駆的楽曲であった。この時期のマイノットはスライ&ロビーの他にマイキー・ドレッド、ジョージ・パン、プリンス・ジャミー、フィリップ・ファティス・バレル、ドノヴァン・ジャーメインといったジャマイカのプロデューサーや、アメリカのロイド・ブルワッキー・バーンズと仕事をすることが多かった。

### 1990年代以降
1990年代にもマイノットはブラック・ルーツ・レーベルでの録音を続け、メジャーレーベルやインディーズの配給会社から作品を発表し続けた。2006年にはイージー・スター・レーベルからレディオヘッド「Exit Music (For a Film)」のカバーを発表した。

## ディスコグラフィ

### アルバム
- Live Loving (1978, Studio One)
- Showcase (1979, Studio One)
- Bittersweet (1979, Ballistic)
- Black Roots (1979, Black Roots/Island)
- Ghetto-ology (1979, Trojan)
- Roots Lovers (1980, Black Roots)
- Give The People (1980, Ballistic)
- African Girl (1981, Black Roots)
- Good Thing Going (1981, RCA)
- Dancehall Showcase (1983, Black Roots)
- With Lots Of Extra (1983, Hitbound)
- Herbman Hustling (1984, Black Roots)
- Slice Of The Cake (1984, Heartbeat)
- Wicked a Go Feel It (1984, Wackies)
- Leader For The Pack (1985, Striker Lee)
- Rydim (1985, Greensleeves)
- Time Longer Than Rope (1985, Greensleeves)
- Inna Reggae Dance Hall (1986, Heartbeat)
- Sugar & Spice (1986, Taxi)
- Jamming In The Streets (1987, Wackies)
- African Soldier (1988, Heartbeat)
- Buy Off De Bar (1988, Sonic Sounds)
- Sugar Minott & Youth Promotion (1988, NEC)
- Lovers Rock Inna Dance Hall (1988, Youth Promotion)
- Sufferers Choice (1988, Heartbeat)
- Ghetto Youth Dem Rising (1988, Heartbeat)
- The Boss Is Back (1989, RAS)
- Ghetto Child (1989, Heartbeat)
- Smile (1990, L&M)
- A Touch of Class (1991, Jammy's)
- Happy Together (1991, Heartbeat)
- Run Things (1993, VP)
- Breaking Free (1994, RAS)
- International (1996, RAS)
- Musical Murder (1997, VP)
- Easy Squeeze (1999, World)

### 対決盤
- Rockers Award Winners (1985, Greensleeves)
- Double Dose (1987, Blue Mountain) (Sugar Minott & Gregory Isaacs)
- Showdown Volume 2 (Channel One) (Sugar Minott & Frankie Paul)

### コンピレーション
- With Lots of Extra (1983, Hitbound)
- Best of Vol 1 (1988, Black Roots)
- Collectors Collection Vol 1 (1996, Heartbeat)
- RAS Portrait (1997, RAS)
- Sugar Minott's Hidden Treasures (1999, Easy Street)

### アフリカン・ブラザーズ名義
- Collector's Item (1987, Uptempo) (Sugar Minott & the African Brothers)